# Zwierzęta
Zwierzęta (Animalia) – królestwo obejmujące wielokomórkowe organizmy cudzożywne o komórkach eukariotycznych, bez ściany komórkowej, w większości zdolne do aktywnego poruszania się. Są najbardziej zróżnicowanym gatunkowo królestwem organizmów. Tradycyjnie dzielone są sztuczne grupy bezkręgowców i kręgowców, wśród których wyróżnia się: ryby, płazy, gady, ptaki i ssaki, włącznie z człowiekiem.
Najstarsze znaleziska kopalne zwierząt – morskie zwierzęta o miękkich ciałach – pochodzą z końca prekambru, neoproterozoiku (Otavia antiqua – 760 mln lat temu, fauna ediakarańska – 630 do 542 mln lat temu), natomiast skamieniałości strunowców (w tym pierwszych kręgowców) – z kambru i ordowiku. W kambrze, około 500 mln lat temu, występowali już przedstawiciele wszystkich znanych obecnie typów bezkręgowców.

## Terminologia
W nomenklaturze zoologicznej zwierzęta (łac. animal, animalis; gr. ζώον, zōon) klasyfikowane są jako takson w randze królestwa (regnum). Takson ten obejmuje wszystkie gatunki zwierząt, w tym również człowieka (Homo sapiens). Poza terminologią fachową wyraz „zwierzę” określa każde żywe stworzenie z wyjątkiem człowieka.
Nauka o zwierzętach to zoologia, ich klasyfikacją zajmuje się systematyka biologiczna, a chorobami zwierząt – medycyna weterynaryjna. Wszystkie gatunki zwierząt występujące na danym obszarze to fauna (np. fauna Polski).

## Charakterystyka
Za cechy odróżniające zwierzęta od innych organizmów przyjmuje się sposób odżywiania, brak ściany komórkowej, gromadzenie glikogenu oraz obecność (u wyżej uorganizowanych zwierząt) układu mięśniowego i nerwowego.

### Sposób odżywiania
Zwierzęta nie potrafią samodzielnie wytwarzać substancji odżywczych. Wszystkie są cudzożywne, tzn. żywią się innymi organizmami, ich szczątkami lub odchodami. W ten sposób żywią się również grzyby. Zwierzęta wyspecjalizowały się w wielu różnych metodach zdobywania i konsumowania pokarmu.

### Komórki zwierzęce
Ciała zwierząt zbudowane są zawsze z komórek eukariotycznych. Taką cechę mają też komórki roślinne. W odróżnieniu od nich komórki zwierzęce nie mają chloroplastów i ścian komórkowych. Są otoczone cienką błoną komórkową. Wytwarzają kolagen. Brakiem ściany komórkowej charakteryzują się, oprócz zwierząt, niektóre grzyby.
Funkcjonalnie zróżnicowane komórki zwierząt zorganizowane są w zespoły zwane tkankami (z wyjątkiem gąbek), a tkanki w narządy, tworzące z kolei wyspecjalizowane układy narządów, pełniące w organizmie zwierzęcia określone funkcje życiowe (np. układ krwionośny, oddechowy, wydalniczy). Wszystkie zwierzęta odbierają bodźce zewnętrzne za pomocą receptorów i reagują na nie odruchami.

### Glikogen
Gromadzenie glikogenu, jako materiału zapasowego jest charakterystyczne dla zwierząt i wielu grzybów.

### Układ mięśniowy i nerwowy
Zwierzęta, choć nie wszystkie ich typy, są jedynymi organizmami, u których występują układy mięśniowy i nerwowy. Konieczność poszukiwania pokarmu doprowadziła u zwierząt do wykształcenia zdolności do aktywnego ruchu. Zdecydowana większość z nich wykształciła wyspecjalizowane tkanki mięśniowe tworzące układ mięśniowy współpracujący z narządami ruchu. Niektóre (gąbki i polipy parzydełkowców) prowadzą wprawdzie osiadły tryb życia, ale komórki gąbek są zdolne do ograniczonego ruchu, u większości z nich występuje swobodnie pływające stadium larwalne, a parzydełkowce są osiadłe jedynie w stadium polipa.
Aktywne poruszanie się wykształciło u zwierząt narządy zmysłów współpracujące z układem nerwowym.

### Rozmnażanie
Niemal wszystkie zwierzęta rozmnażają się płciowo, przynajmniej w pewnym stadium swego cyklu życiowego. Niektóre potrafią rozmnażać się bezpłciowo.

## Filogeneza
Pochodzenie zwierząt nie zostało dotychczas wyjaśnione, głównie z powodu braku szczątków kopalnych pierwotnych tkankowców. Naukowcy rozważają kilka hipotez wywodzących pochodzenie zwierząt od pierwotniaków, m.in. hipotezy cellularyzacji i integracji. Przyjmuje się, że przodkami zwierząt byli magazynujący glikogen i zaopatrzeni w wić przedstawiciele królestwa Protista. Razem z grzybami i niektórymi pierwotniakami łączone są w supergrupę Opisthokonta. Tak jak u przodków roślin, u zwierząt w procesie komplikowania budowy pojawił się okres występowania kolonijnego. Poszczególne organizmy kolonii rozpoczęły różnicować swoje funkcje, co doprowadziło do powstania tkanek.
Odkrycia dokonane w latach 2009–2012 w rejonie Półwyspu Arabskiego oraz południowych Chin sugerują, że najstarsze zwierzęta pojawiły się ok. 600 mln lat temu (Chiny – 570 mln, Oman – 635 mln), należały do typu gąbek i wywodziły się z organizmów jednokomórkowych podobnych do ameby. Wiek najstarszych zwierząt jest jednak prawdopodobnie zaniżony – w 2012 roku w Urugwaju zostały znalezione ślady pozostawione przez wędrujące zwierzęta dwubocznie symetryczne, pochodzące sprzed 585 mln lat.

## Klasyfikacja zwierząt
W systematyce organizmów zwierzęta klasyfikowane są w randze królestwa Animalia. Jednostka ta obejmuje ponad 1,3 mln współczesnych gatunków. Ich liczba, różnorodność, doskonalenie metod badawczych i wyniki prowadzonych badań przyczyniają się do ciągłych modyfikacji (rewizji) systemów klasyfikacji biologicznej.
Jeszcze pod koniec XX wieku do królestwa zwierząt zaliczano eukariotyczne, heterotroficzne organizmy jednokomórkowe określane nazwą pierwotniaki (Protozoa). Obecnie są one klasyfikowane poza królestwem zwierząt – w zależności od ujęcia, w taksonie Protozoa lub Protista.

Uproszczony schemat klasyfikacji zwierząt. Nie obejmuje wszystkich typów

Królestwo Animalia dzielone jest na dwa podkrólestwa. Pierwsze z nich obejmuje zwierzęta, które nie mają właściwych tkanek, organów (narządów), układu mięśniowego i nerwowego, czyli cech typowych dla tkankowców. We współczesnych klasyfikacjach określane jest naukową nazwą Parazoa, a w języku polskim nazwami zwyczajowymi beztkankowce, przedtkankowce, nietkankowce lub nibytkankowce. Należy do nich jeden typ – gąbki.
Drugie podkrólestwo obejmuje zwierzęta tkankowe grupowane w 35–40 typach. Liczba wyróżnianych typów jest zależna od autora (lub autorów) danej klasyfikacji. Naukowa nazwa tego podkrólestwa to Eumetazoa lub Epitheliozoa. Polskie nazwy zwyczajowe to tkankowce właściwe lub wielokomórkowce właściwe.
Jeden gatunek (Trichoplax adhaerens) ma niejasną pozycję taksonomiczną. Zaliczono go do typu płaskowców (Placozoa), ale nie ma pewności, czy zaliczyć go do zwierząt tkankowych. Klasyfikacje, w których przyjęto takie założenie, wymieniają Epitheliozoa jako podkrólestwo zwierząt obejmujące dwie grupy: Placozoa i Eumetazoa.

### Typy zwierząt
W 2019 roku królestwo zwierząt (Animalia) obejmowało następujące typy:
1. brzuchorzęski (Gastrotricha)
2. drobnoszczękie (Micrognathozoa)
3. gąbki (Porifera)
4. kielichowate (Entoprocta)
5. kolcogłowy (Acanthocephala)
6. kryzelnice (Phoronida)
7. lejkogębce (Cycliophora)
8. mięczaki (Mollusca)
9. mszywioły (Bryozoa)
10. myksosporidiowce (Myxozoa)
11. nicienie (Nematoda)
12. niesporczaki (Tardigrada)
13. nitnikowce (Nematomorpha)
14. parzydełkowce (Cnidaria)
15. pazurnice (Onychophora)
16. pierścienice (Annelida)
17. płaskowce (Placozoa)
18. płazińce (Platyhelminthes)
19. półstrunowce (Hemichordata)
20. prostopływce (Orthonectida)
21. ramienionogi (Brachiopoda)
22. rombowce (Dicyemida)
23. scalidophora (Cephalorhyncha)
24. sikwiaki (Sipuncula)
25. stawonogi (Arthropoda)
26. strunowce (Chordata)
27. szczecioszczękie (Chaetognatha)
28. szczękogębe (Gnathostomulida)
29. szkarłupnie (Echinodermata)
30. wrotki (Rotifera)
31. wstężnice (Nemertea)
32. Xenacoelomorpha
33. żebropławy (Ctenophora).